# Raw Footage
Raw Footage es el octavo álbum de estudio del rapero estadounidense Ice Cube, publicado el 19 de agosto de 2008. Los invitados incluyen a The Game, Butch Cassidy, Musiq Soulchild, Young Jeezy, y WC. Este disco es su esfuerzo más político desde The Predator, que fue puesto en libertad más de una década antes. En el sencillo "Gangsta Rap made me do it", Cube menciona el hecho de que el Gangsta rap a menudo es acusado de ser responsable de los delitos.

## Sencillos
El primer sencillo del álbum, "Gangsta Rap Made Me Do It", fue lanzado el 3 de enero de 2008 con el vídeo musical que aparece en el MySpace de Ice Cube. El sencillo llegó a estar disponible en iTunes el 12 de febrero de 2008. El vídeo musical contiene cameos de WC y Dj Crazy Toones. El segundo sencillo, " Do Ya Thang ", fue lanzado el 24 de junio de 2008 en iTunes con el vídeo musical en su página web el 1 de julio de 2008. La canción "It Takes a Nation", fue lanzado en el iTunes Store el 27 de mayo de 2008. Nunca fue oficialmente lanzado como single. El vídeo de la canción "Why Me?" fue lanzado por BET el 24 de septiembre de 2008.

## Recepción
Se ha recibido comentarios favorables de los críticos. El álbum debutó en el puesto #5 en el Billboard 200, con ventas de 70.000 copias en la primera semana, logrando el puesto #1 en el Top R&B/Hip-Hop Albums y en el Top Rap Albums.

## Lista de canciones
| #  | Title                                                     | Producer(s)                            | Featured guest(s)                    | Time |
| -- | --------------------------------------------------------- | -------------------------------------- | ------------------------------------ | ---- |
| 1  | "What Is a Pyroclastic Flow?"                             | John Murphy                            | Keith David                          | 0:55 |
| 2  | "I Got My Locs On"                                        | P-No                                   | Young Jeezy                          | 3:43 |
| 3  | "It Takes a Nation"                                       | Emile                                  |                                      | 3:26 |
| 4  | "Gangsta Rap Made Me Do It"                               | Maestro                                |                                      | 4:41 |
| 5  | "Hood Mentality"                                          | Hallway Productionz                    | Keith David (Intro)                  | 5:11 |
| 6  | "Why Me?"                                                 | Hallway Productionz                    | Musiq Soulchild                      | 4:01 |
| 7  | "Cold Places"                                             | Hallway Productionz                    |                                      | 4:13 |
| 8  | "Jack N the Box"                                          | Tha Bizness                            | Keith David (Intro)                  | 4:23 |
| 9  | "Do Ya Thang"                                             | Dre Dogg for Palumbo Beats             |                                      | 4:04 |
| 10 | "Thank God"                                               | Hallway Productionz                    |                                      | 5:28 |
| 11 | "Here He Come"                                            | Symphony                               | Doughboy                             | 4:33 |
| 12 | "Get Money, Spend Money, No Money"                        | Emile                                  |                                      | 4:08 |
| 13 | "Get Use to It"                                           | Augustine "Embeatz" Sumo               | WC and The Game, Keith David (Outro) | 4:25 |
| 14 | "Tomorrow"                                                | Warryn "Baby Dubb" Campbell            |                                      | 3:41 |
| 15 | "Stand Tall"                                              | DJ Crazy Toones & David 'Dizmix' Lopez |                                      | 3:46 |
| 16 | "Take Me Away"                                            | Yung Fokus & Djay Cas                  | Butch Cassidy, Keith David (Outro)   | 4:03 |
| 17 | "Believe It or Not" (iTunes bonus track)*                 | Emile                                  |                                      | 3:11 |
| 18 | "Gangsta Rap Made Me Do It (Remix)" (iTunes bonus track)* | Maestro                                | Nas and Scarface                     | 4:52 |
| 19 | "Don't Make Me Hurt Ya Feelings" (Best Buy pre-order)*    | Swizz Beatz                            |                                      | 2:47 |
| 20 | "Crack Baby?" (Best Buy pre-order)*                       | DJ Felli Fel                           |                                      | 2:59 |
| 21 | "Why We Thugs (Live)" (Best Buy pre-order)*               | Scott Storch                           | WC                                   | 3:37 |

## Posicionamiento
| Año  | Listas                 | Posición |
| ---- | ---------------------- | -------- |
| 2008 | Billboard 200          | #5       |
| 2008 | Top R&B/Hip-Hop Albums | #1       |
| 2008 | Top Rap Albums         | #1       |
| 2008 | Canadian Albums Chart  | #89      |